# DMW Anticheat
Developing Multiplayer Worlds (DMW) es una aplicación anti-cheat lanzada en enero del 2002, originalmente para el juego FPS Medal of Honor: Allied Assault. En la actualidad se tiene soporte para otros juegos.

## Juegos soportados
- Medal of Honor: Allied Assault
- Medal of Honor: Spearhead
- Medal of Honor: Breakthrough
- Medal of Honor: Airborne
- Call of Duty
- Call of Duty 2
- Battlefield 2 (en beta)
- Counter Strike: Source (en beta)